# Helen MacInnes
Helen MacInnes (7 de octubre de 1907 - 30 de septiembre de 1985), fue una escritora y bibliotecaria escocesa.
Nació en Glasgow, fue hija de Jessica McDiarmid y Donald MacInnes. Estudió en la  Universidad de Glasgow. Se mudó y vivió 40 años en Nueva York, Estados Unidos. Contrajo matrimonio con Gilbert Highet.
Escribió veintiún novelas de espionaje, suspeso e intriga, cuatro de ellas fueron llevadas al cine, vendió más 23 millones de copias de sus libros conviritiendose en superventas, fue traducida en 22 idiomas.
Su libro Bajo sospecha de 1941, fue llevada al cine en 1943.

## Libros
- 1941, Bajo sospecha
- 1955, Diamantes y pasiones
- 1966, Intriga en Venecia
- 1967, Doble Imagen
- 1972, El contacto de Salzburgo
- 1977, La red del cazador